# Siergiej Sławnow
Siergiej Giennadjewicz Sławnow, ros. Серге́й Геннадьевич Славнов (ur. 11 marca 1982 w Leningradzie) – rosyjski łyżwiarz figurowy, startujący w parach sportowych. Wicemistrz Europy (2005), medalista zawodów z cyklu Grand Prix, wicemistrz świata juniorów (2002), srebrny medalista finału Junior Grand Prix (2001), mistrz Rosji juniorów (2001) oraz medalista mistrzostw Rosji seniorów. Zakończył karierę amatorską w 2008 roku.

## Osiągnięcia

### Z Juliją Obertas
| Zawody                        | 03–04          | 04–05          | 05–06          | 06–07          |                |                |                |                |                |                |                |                |                |                |                |                |                |
| Międzynarodowe                | Międzynarodowe | Międzynarodowe | Międzynarodowe | Międzynarodowe | Międzynarodowe | Międzynarodowe | Międzynarodowe | Międzynarodowe | Międzynarodowe | Międzynarodowe | Międzynarodowe | Międzynarodowe | Międzynarodowe | Międzynarodowe | Międzynarodowe | Międzynarodowe | Międzynarodowe |
| ----------------------------- | -------------- | -------------- | -------------- | -------------- | -------------- | -------------- | -------------- | -------------- | -------------- | -------------- | -------------- | -------------- | -------------- | -------------- | -------------- | -------------- | -------------- |
| Igrzyska olimpijskie          |                |                | 8              |                |                |                |                |                |                |                |                |                |                |                |                |                |                |
| Mistrzostwa świata            | 7              | 5              | 8              |                |                |                |                |                |                |                |                |                |                |                |                |                |                |
| Mistrzostwa Europy            | 4              | 2              | 4              | 4              |                |                |                |                |                |                |                |                |                |                |                |                |                |
| GP Finał Grand Prix           |                | 4              | 5              |                |                |                |                |                |                |                |                |                |                |                |                |                |                |
| GP NHK Trophy                 |                |                |                | 6              |                |                |                |                |                |                |                |                |                |                |                |                |                |
| GP Cup of Russia              | 5              | 2              | 2              |                |                |                |                |                |                |                |                |                |                |                |                |                |                |
| GP Skate America              |                | 2              | 3              |                |                |                |                |                |                |                |                |                |                |                |                |                |                |
| GP Skate Canada International | 6              |                |                |                |                |                |                |                |                |                |                |                |                |                |                |                |                |
| GP Trophée Eric Bompard       |                |                |                | 3              |                |                |                |                |                |                |                |                |                |                |                |                |                |
| Bofrost Cup on Ice            | 2              |                |                |                |                |                |                |                |                |                |                |                |                |                |                |                |                |
| Krajowe                       |                |                |                |                |                |                |                |                |                |                |                |                |                |                |                |                |                |
| Mistrzostwa Rosji             | 3              | 3              | 2              | 2              |                |                |                |                |                |                |                |                |                |                |                |                |                |

### Z Juliją Karbowską
| Zawody                                | 00–01          | 01–02          | 02–03          |                |                |                |                |                |                |                |                |                |                |                |                |                |                |
| Międzynarodowe                        | Międzynarodowe | Międzynarodowe | Międzynarodowe | Międzynarodowe | Międzynarodowe | Międzynarodowe | Międzynarodowe | Międzynarodowe | Międzynarodowe | Międzynarodowe | Międzynarodowe | Międzynarodowe | Międzynarodowe | Międzynarodowe | Międzynarodowe | Międzynarodowe | Międzynarodowe |
| ------------------------------------- | -------------- | -------------- | -------------- | -------------- | -------------- | -------------- | -------------- | -------------- | -------------- | -------------- | -------------- | -------------- | -------------- | -------------- | -------------- | -------------- | -------------- |
| GP Cup of Russia                      |                |                | 8              |                |                |                |                |                |                |                |                |                |                |                |                |                |                |
| Międzynarodowe: Kategorie młodzieżowe |                |                |                |                |                |                |                |                |                |                |                |                |                |                |                |                |                |
| Mistrzostwa świata juniorów           | 4              | 2              | 5              |                |                |                |                |                |                |                |                |                |                |                |                |                |                |
| JGP Finał                             |                | 2              | 7              |                |                |                |                |                |                |                |                |                |                |                |                |                |                |
| JGP we Francji                        | 4              |                |                |                |                |                |                |                |                |                |                |                |                |                |                |                |                |
| JGP w Polsce                          | 1              | 1              |                |                |                |                |                |                |                |                |                |                |                |                |                |                |                |
| JGP na Słowacji                       |                |                | 1              |                |                |                |                |                |                |                |                |                |                |                |                |                |                |
| JGP we Włoszech                       |                | 2              | 1              |                |                |                |                |                |                |                |                |                |                |                |                |                |                |
| Krajowe                               |                |                |                |                |                |                |                |                |                |                |                |                |                |                |                |                |                |
| Mistrzostwa Rosji juniorów            | 1              | 2              | 2              |                |                |                |                |                |                |                |                |                |                |                |                |                |                |